# Jens Marni Hansen
Jens Marni Hansen, född 18 december 1974, är en färöisk sångare.

## Karriär
År 2008 släppte han sitt debutalbum The Right Way. Den 6 februari 2010 deltog han med sin låt "Gloria" i Dansk Melodi Grand Prix 2010, den danska uttagningen till Eurovision Song Contest 2010.
 Han var en av tio deltagare men var inte en av de fyra som tog sig vidare till utslagningsomgången.

## Diskografi

### Album
- 2013 - Anywhere you wanna go[3]
- 2008 - The Right Way